# يوغو (مانغا)
يوغو (باليابانية: 勇午) هي سلسلة مانغا يابانية من تأليف شينجي ماكاري ورسم آكانا شو. نشرت بشكل متسلسل في مجلة "آفترنون" من عام 1994 إلى 2004. ثم نُقلت السلسلة إلى مجلة "إيفنينغ"، حيث تمت إضافة العنوان الفرعي "المفاوض"، وهو ما تم تضمينه أيضًا في إصدارات المانغا اللاحقة. في عام 2004، تم تحويل المانغا إلى مسلسل أنمي تلفزيوني بعنوان "يوغو المفاوض"، الذي يغطي أول جزئين رئيسيين من المانغا في 13 حلقة.

## القصة
تدور القصة حول يوغو بيبو، مفاوض الرهائن، الذي يتعامل مع قضايا متنوعة في أنحاء مختلفة من العالم. بفضل قوته الجسدية وعزيمته الراسخة، إلى جانب بصيرته الحادة، غالبًا ما يبذل يوغو جهودًا استثنائية للذهاب إلى أقصى الحدود لإنقاذ الأشخاص الذين يُطلب منه إنقاذهم.

## وصلات خارجية
- يوغو على موقع ANN manga (الإنجليزية)